# 김지언 (1979년)
김지언(1979년 8월 4일 ~ )은 대한민국의 전 YTN 뉴스앵커이며, 현 TV조선 앵커이다.

## 학력
- 성균관대학교 미술교육학과 학사

## 경력
- 2005년 : YTN DMB 공채앵커
- 2011년 : TV조선 보도국 사회부 기자

## 방송국 시절

#### YTN
- YTN에서 저녁 10,11시 뉴스 YTN 투나잇과 YTN 자정뉴스 YTN24 그리고 YTN 토픽월드 앵커로 활동하였다.

#### TV조선
- 주말 9시 TV조선 뉴스 날을 진행하였다.

## 출연 프로그램

#### TV조선
- TV조선 뉴스와이드
- TV조선 뉴스 날 - 9시주말 앵커

### 과거

#### YTN
- YTN - YTN 투나잇
- YTN - YTN 24
- YTN DMB - 별별뉴스
- YTN DMB - 상상초월 마이애니
- 싸이언스 TV - 싸이언스월드
- YTN - 뉴스와이드
- YTN - 토픽월드